# Viola jalapaensis
Viola jalapaensis är en violväxtart som beskrevs av Wilhelm Becker. Viola jalapaensis ingår i släktet violer, och familjen violväxter. Inga underarter finns listade i Catalogue of Life.